# Длыжко
Длыжко (болг. Длъжко) — село в Болгарии. Находится в Шуменской области, входит в общину Хитрино. Население составляет 180 человек.

## Политическая ситуация
В местном кметстве Длыжко, в состав которого входит Длыжко, должность кмета (старосты) исполняет Салим Ахмед Хюсню (Движение за права и свободы (ДПС)) по результатам выборов.
Кмет (мэр) общины Хитрино — Нуридин Басри Исмаил Движение за права и свободы (ДПС)) по результатам выборов.